# Лезова (річка)
Лезова, Лозова — річка в Україні, у Роменському, Талаліївському й Срібнянському районах Сумської й Чернігівської областей. Ліва притока Лисогору (басейн Дніпра).

## Опис
Довжина річки приблизно 13 км., площа басейну 72,4 км², похил річки 2,5 м/км.

## Розташування
Бере початок на північно-західній стороні від Волошнівки. Тече переважно на північний захід через Васюків, Гриціївку і впадає у річку Лисогір, ліву притоку Удаю. 
Населені пункти вздовж берегової смуги: Лозове.